# 西北航空
西北航空（英語：Northwest Airlines；IATA：NW、ICAO：NWA）是美國一家已結束營運的航空公司，總部位於美國明尼蘇達州伊根。在美國境内共擁有三個航空樞紐站：底特律都會韋恩縣機場、明尼阿波利斯-聖保羅國際機場和孟菲斯國際機場；在美國國外亦擁有兩個樞紐站：日本東京成田國際機場和荷蘭阿姆斯特丹史基浦機場。以乘客數量、收入和飛行里數合計計算，它是全美國第五大航空公司，也是世界第五大航空公司。該公司的跨太平洋載客量居全美國航空公司之冠（2004年為510萬人次），其貨物運載量也超過任何一家客運航空公司。
1998年8月，西北航空的飛機師就薪金及福利問題未能與資方達成協議發起全球罷工，影響全球西北航空航班的營運。2005年9月，西北航空向法院申請破產保護。2008年9月，西北航空股東會通過與達美航空的合併案，並於同年10月獲得美國司法部的同意；2010年1月31日西北航空被達美航空合併，同时宣布所有航班与原达美航空的所有航班改以达美航空的名义运营，「西北航空」的品牌走入歷史。

## 歷史

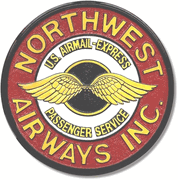
1920年代的標誌

### 創始期
1926年9月1日路易斯·布里汀上校（Colonel Lewis Brittin）在密西根州底特律成立「Northwest Airways」，專門運送明尼阿波利斯／聖保羅與芝加哥之間的郵件；一個月後，該公司成為全美首家導入封閉機艙式商用客機的航空公司，並於翌年經營載客運輸之業務。1928年西北航空開始經營首條國際航線：由底特律飛往加拿大的溫尼伯；1929年明尼阿波利斯的商人理查·萊禮（Richard Lilly）買下該公司，1934年改於明尼蘇達州註冊登記公司，並改稱「Northwest Airlines」。到了1939年，西北航空已經開辦了5個從芝加哥飛往明尼阿波利斯的航班，其中三個航班繼續經由北達科他州、蒙大拿州飛往西雅圖。
1941年2月14日該公司的股票公開發行；第二次世界大戰時期該公司受命運送美軍人員及物資前往阿拉斯加州、加拿大及阿留申群島，由於這些地方氣候嚴寒，經常刮起暴風雪，為了使搜救人員能在雪地中輕易找尋飛機殘骸，於是在機尾塗上鮮紅色以增加能見度。往後西北航空屢次更改企業識別系統，都仍保留著紅色機尾，成為其傳統。

### 跨太平洋航線的發展

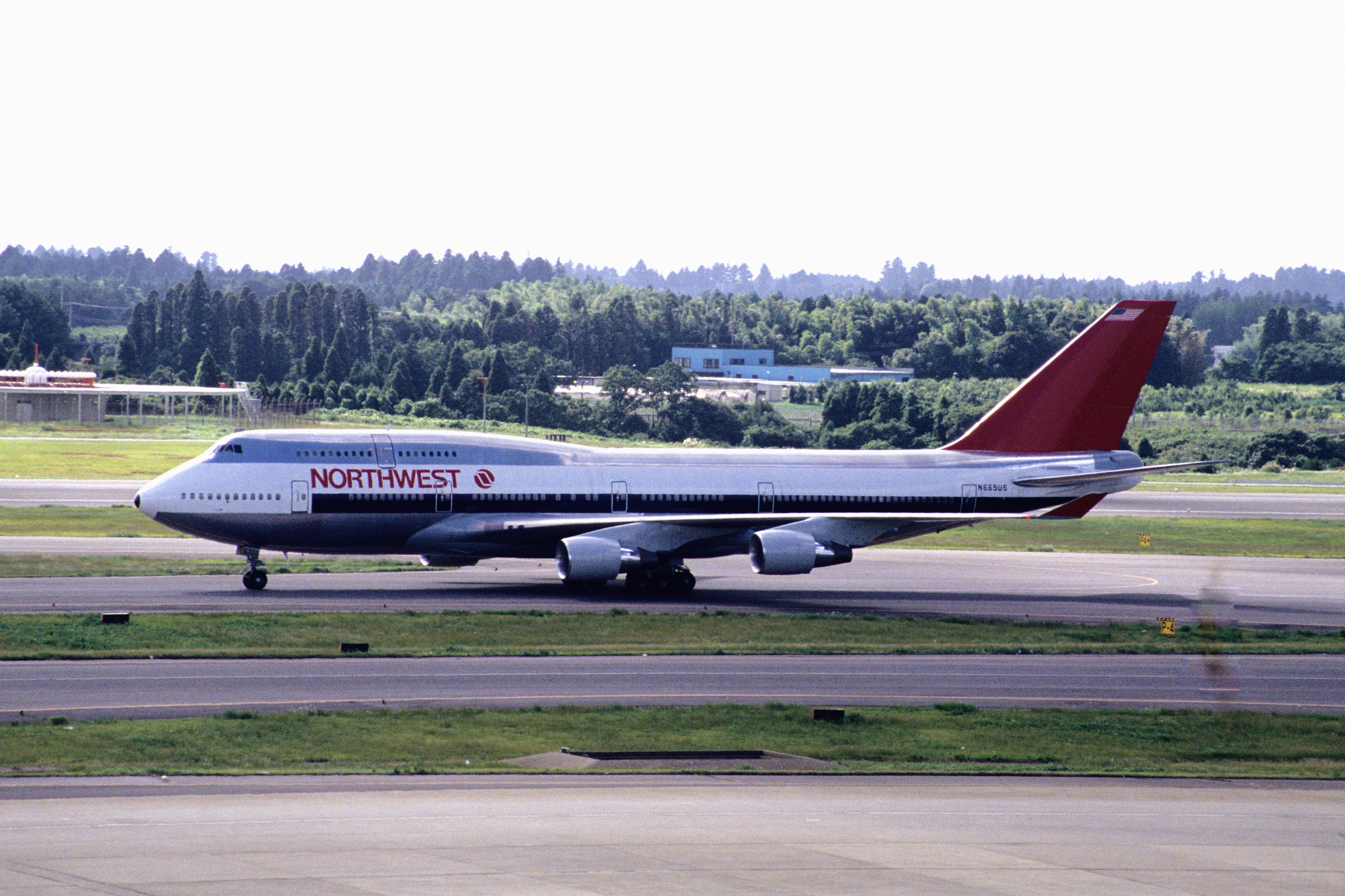
西北航空为波音747-400的启动用户，同时以成田国际机场为枢纽

西北航空商标（1989—2003年）

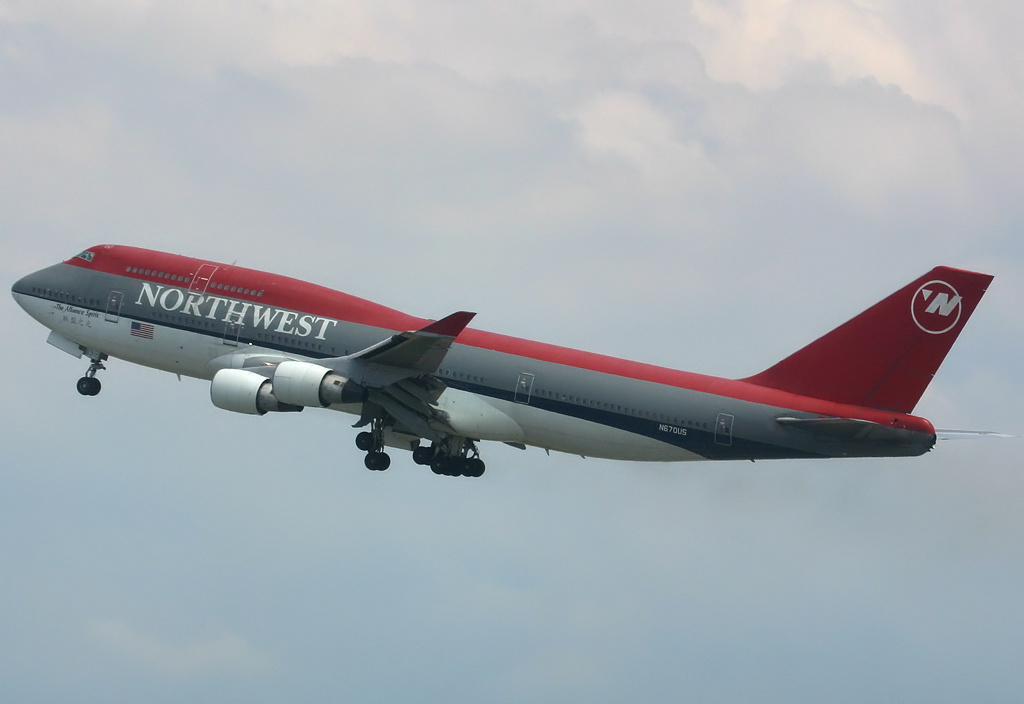
“聯盟之光”號747-400（註冊編號N670US，機頭寫有“The Alliance Spirit”及漢字“聯盟之光”；該機曾披上紀念西北航空飛航亞洲五十年的“Worldplane”特別塗裝）

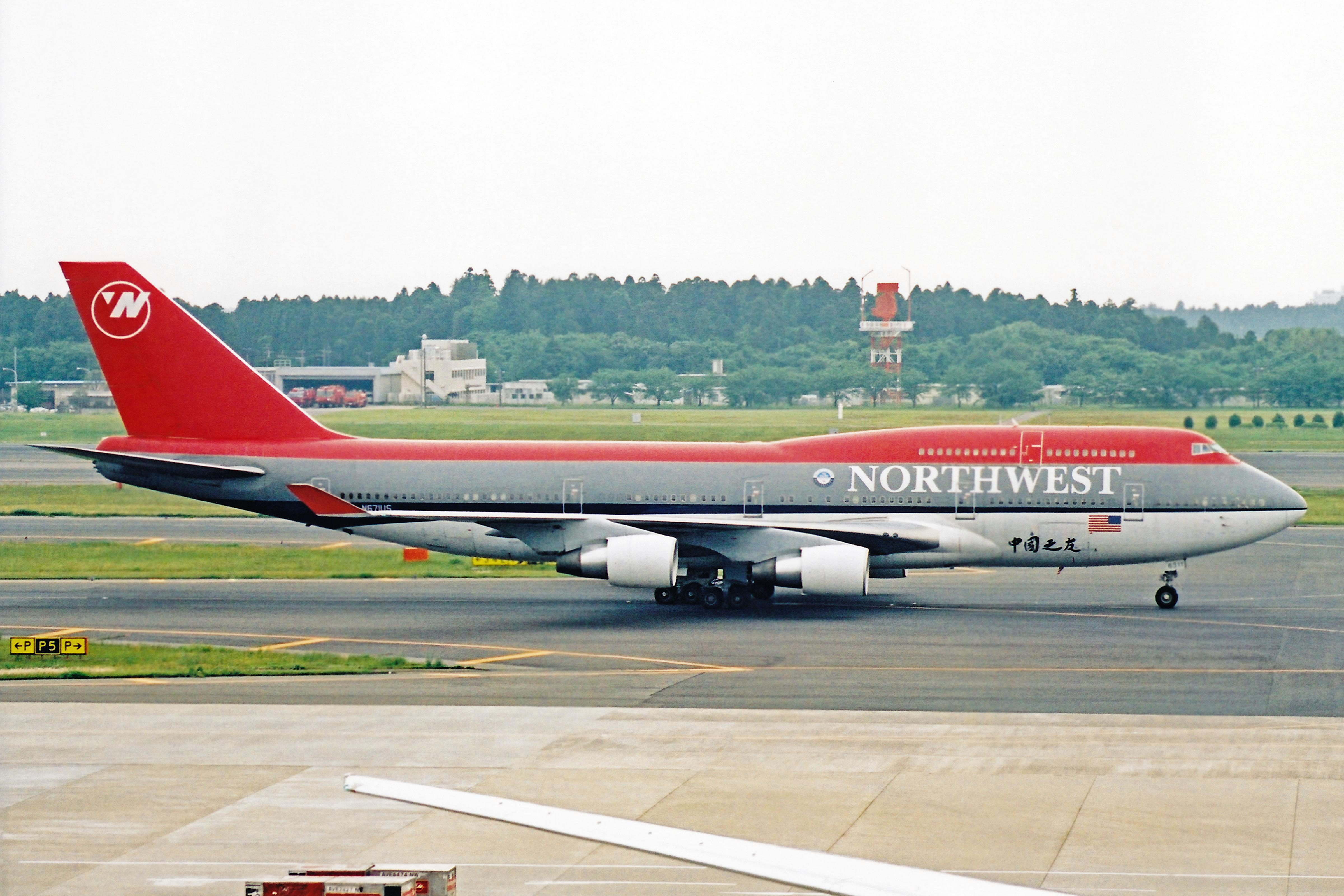
N671US一度被西北航空命名为“中国之友”号

戰後的1947年春季，西北航空使用DC-4開辦美國至日本航線：從明尼阿波利斯起飛，中停加拿大的埃德蒙顿、安克雷奇、阿留申群岛的申雅岛、最後降落東京羽田機場，變成第一家開辦日本商業航線的海外航空公司，這也成為日後西北航空在日本的影響力，包括日本航空的創辦。這條航線从东京續飛至中國上海龍華機場以及菲律賓尼科斯飛行場，同年11月16日又增加了琉球那霸機場的中途停留點。
由於國共內戰爆發，西北航空1949年5月停飛上海，直至翌年6月3日將台北松山機場納入東京-琉球-馬尼拉航線的中途停留點，並透過舊香港航空營運台北至香港航線。因為西北航空主力經營遠東航線，其廣告宣傳皆自稱為「西北『東方』航空（Northwest Orient Airlines）」。同樣在1949年，波音377雙層客機加入西北航空機隊，隨後被用在檀香山及東京航線上。1951年，西北航空透過租借飛機及機組人員的方式參與了日本航空的成立以及初期的營運，次年美國與日本簽訂《日美航空协定》，西北航空和泛美航空成為被允許飛往日本的兩家航空公司，西北航空也獲得了由東京至其他亞洲航點（如漢城、台北、馬尼拉、曼谷、新加坡等）的第五航權。兩年後，西北航空購入DC-6B，用其飛航東京及馬尼拉。1960年7月8日，西北航空引進了道格拉斯DC-8噴射客機，使得飛往東亞的所需時間大減，唯公司僅一年內即計劃將DC-8售出。同年，波音377正式退役，更先進的波音720B和波音707-320B也在其後加入機隊，使得跨太平洋不停站航線的開通成為可能。隨著噴射客機的加入，西北航空一度採用“Northwest Orient: The Fan-Jet Airline”（渦扇航空公司）這一口號。
1960年西北航空將營運總部遷往沃爾德－張伯倫飛行場（Wold-Chamberlain Field，即明尼阿波利斯－聖保羅國際機場），六年後已擁有一支全噴射機隊。1970年5月，西北航空接收其第一架波音747，將該機型陸續用於東京及台北航線，并開始將波音707陸續退役。1972年，西北航空購入麥道DC-10-40。聯合航空收購泛美航空的跨太平洋航線之後，西北航空于1986年10月1日宣布以8億8千4百萬美元併購共和航空。這是當時航空業裡最大宗的併購案，西北航空的員工總數一下子從17,000人躍升至33,000人；雖然接收了共和航空旗下雙子城、底特律和孟菲斯之間的飛行網絡，但整體營運表現只發揮了42%。有趣的是，該宗併購案過後西北航空不再自稱「西北『東方』航空」了。1989年2月，西北航空成為波音747-400的啟動用戶。西北航空與荷蘭皇家航空于1993年啟動戰略合作，這一合作關係後來演變為航翼聯盟。3年後，西北航空開通其首條中美不停站直飛航線，由底特律飛往北京。
1998年8月，西北航空的飛機師就薪金及福利問題未能與資方達成協議，因而發起全球罷工，影響全球西北航空航線的營運，大批航班取消，其中，有70個滯留香港乘客獲免費安排入住旅館，並乘搭其他航機離港。同年10月27日，西北航空与中国国际航空开始在中美航线及美国西北航部分国内线实行代码共享，2000年12月19日又开始在中国国航部分国内线实施代码共享，上述共享关系于2003年9月因国航与美联航签约而结束。

### 與達美合併
2005年9月14日，西北航空公司與其母公司和下屬子公司向法院申請美國11章破產保護，直到2007年5月31日才脫離破產保護。2008年4月14日西北航空宣佈將與同屬天合聯盟的達美航空合併；經過兩公司股東和政府監管機構批准後，西北航空在2008年10月30日正式以28億美元吞并達美航空，兩者合併後以達美航空為名，並成為全世界規模最大的航空公司（后被美国航空反超）。
2009年，西北與達美的合併程序逐步進行。2月開始，兩航均有業務的機場先後進行航站櫃檯、登機位等地勤服務的搬遷整合和標誌更換。到年中，西北貴賓室WorldClub與達美貴賓室Crown Room Club合併為達美Sky Club。10月，西北里程獎勵計劃World Perks併入達美SkyMiles。2010年1月31日，達美航空正式并入西北航空，并在同天西北航空正式改以达美航空的名号继续运营，西北品牌正式成為歷史。

## 機隊

### 合併前機隊

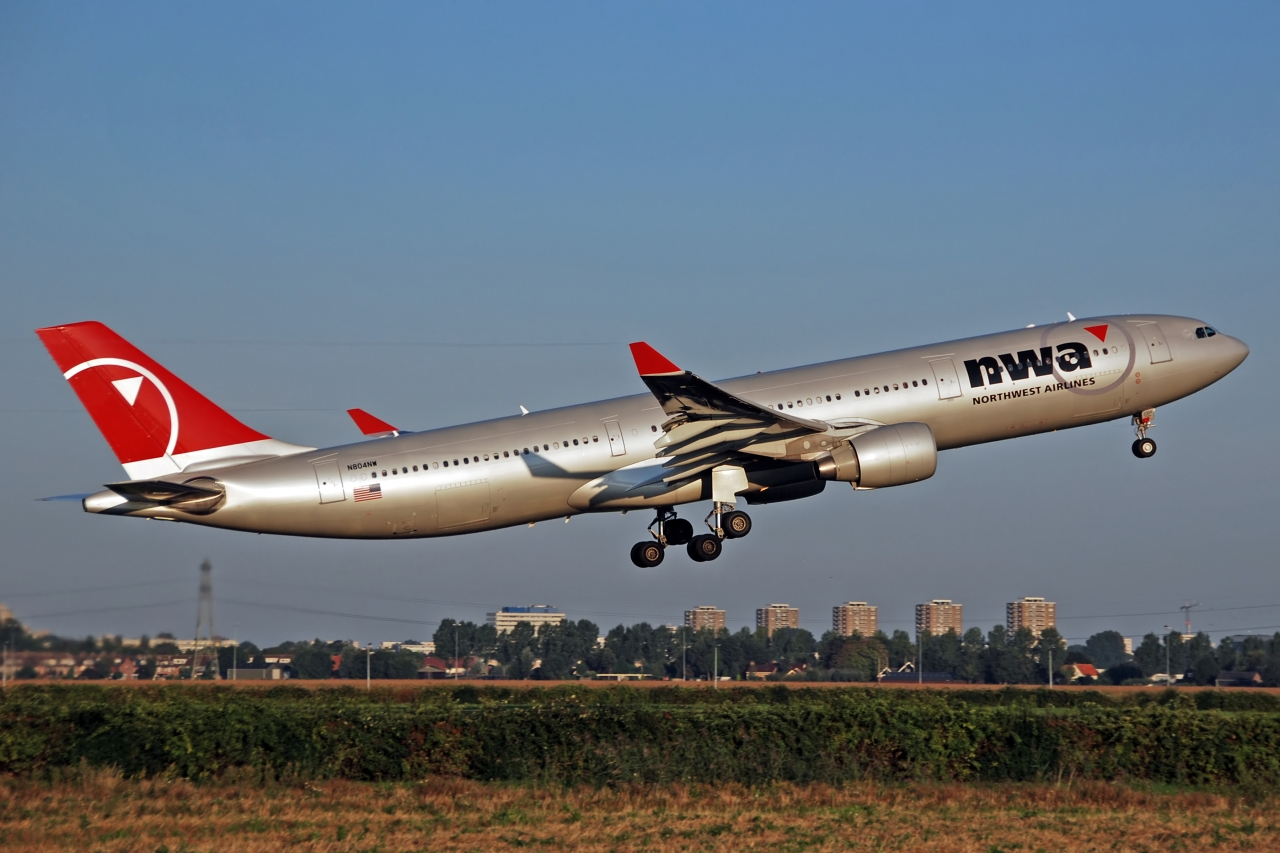
西北航空的空巴A330-300在史基浦机场（2008年9月14日）

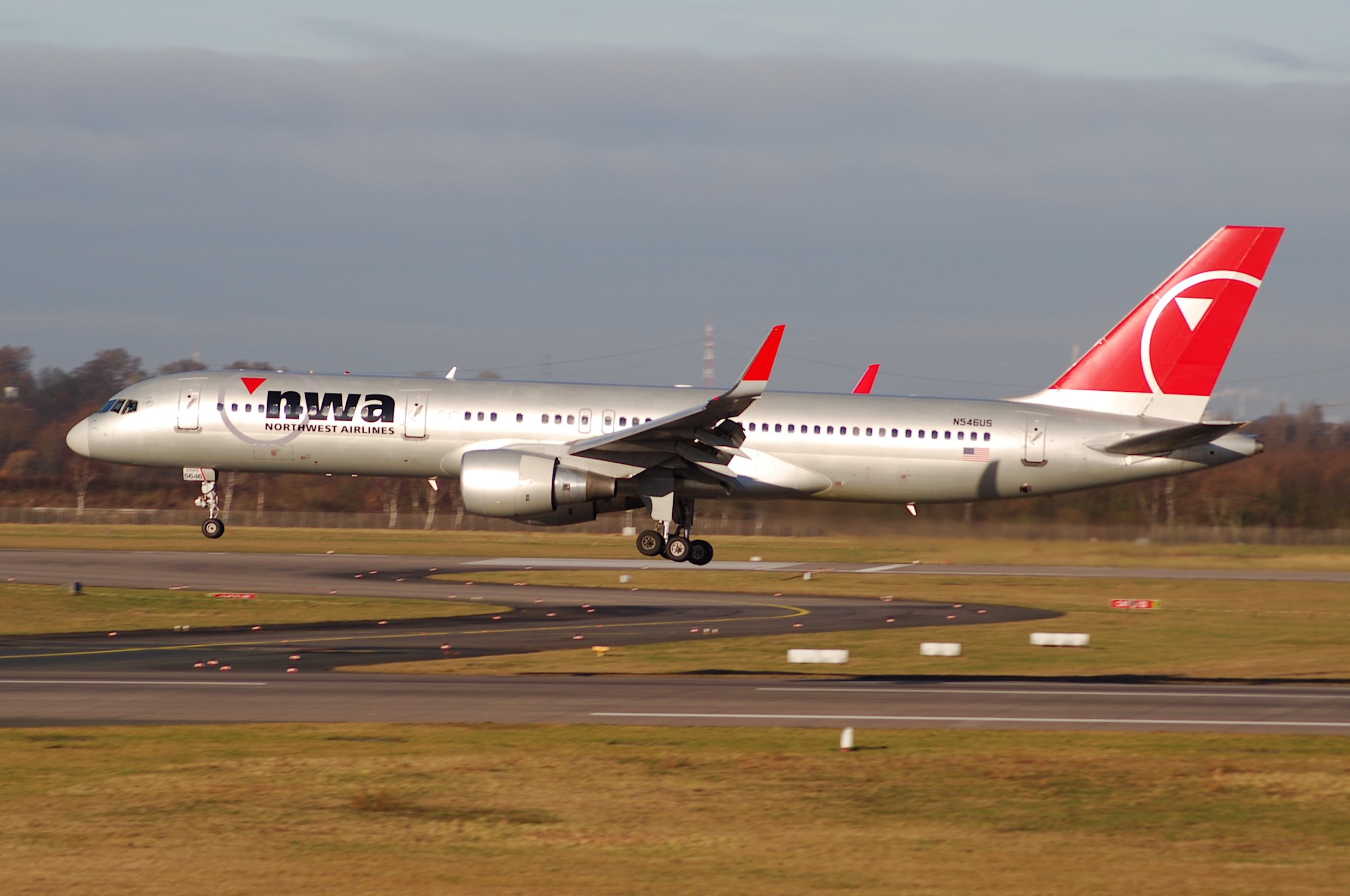
波音757-200在杜塞尔多夫

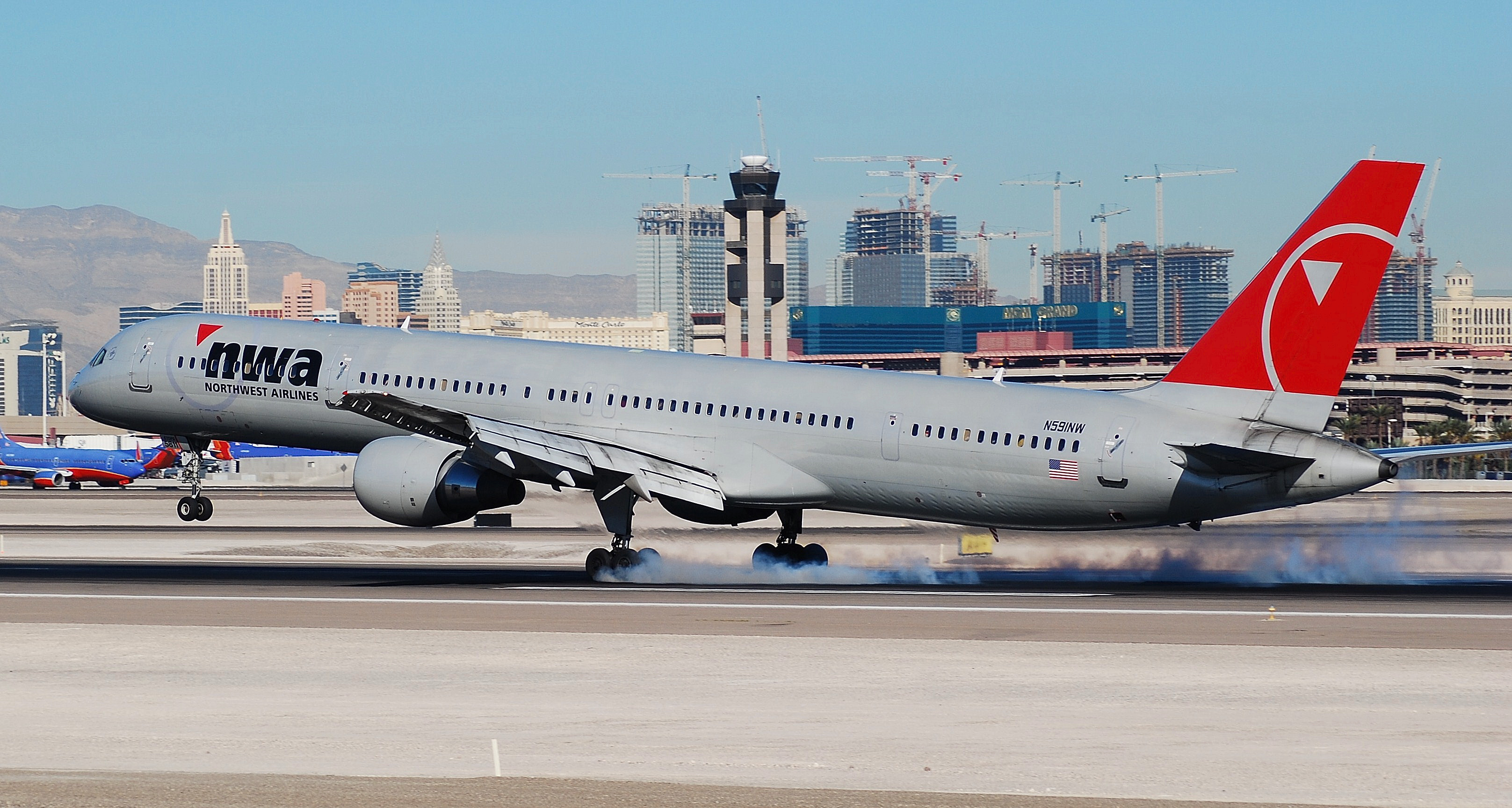
波音757-300在拉斯维加斯

*大部份國內航班均設有頭等，而World Business Class則設於跨大西洋及跨太平洋航班上

### 退役

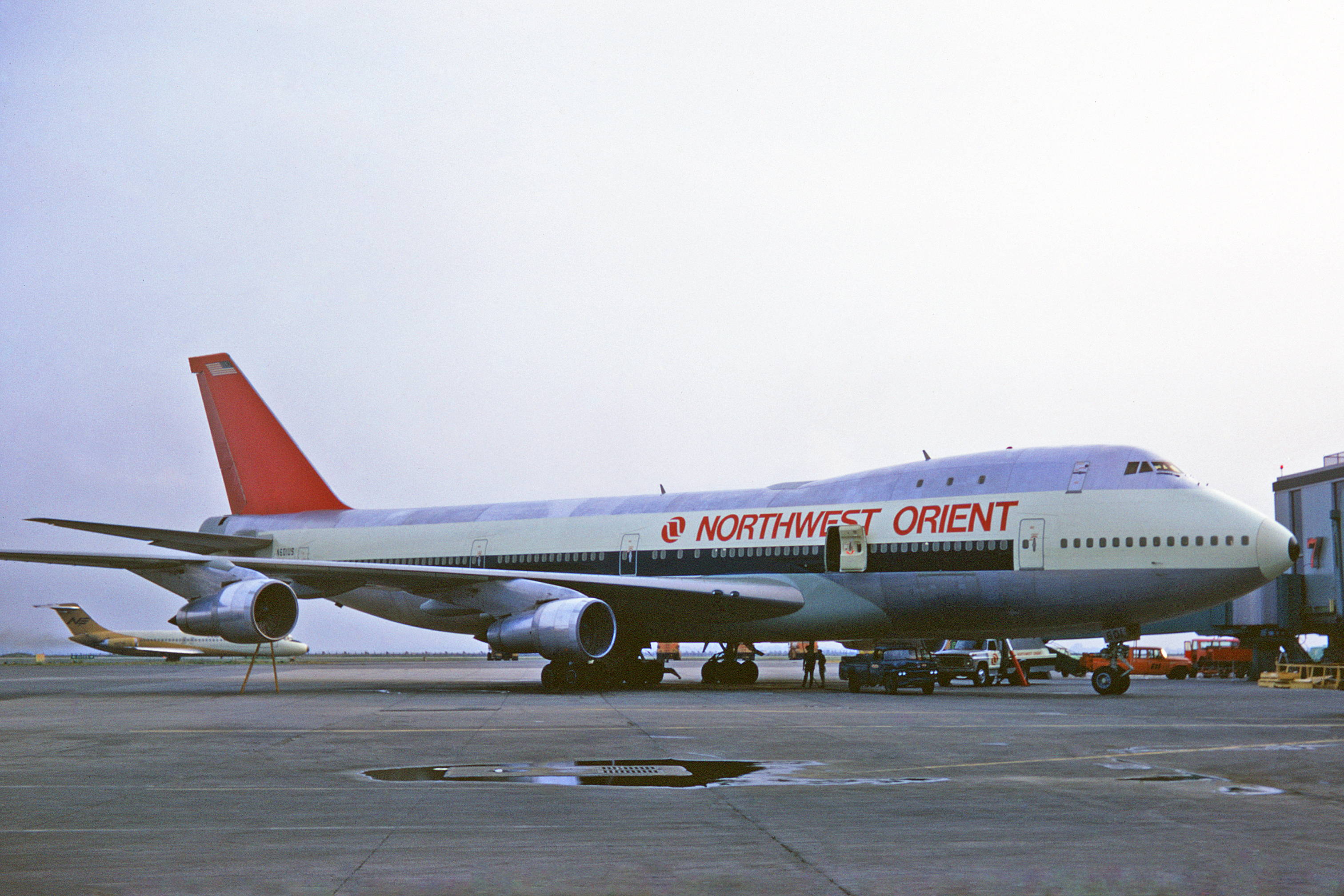
1970年“西北東方航空”（Northwest Orient）塗裝的波音747

## 重大事故
- 1938年：西北航空2號班機空難
- 1987年：西北航空255號班機空難
- 1990年：1990年韋恩機場跑道對撞事故
- 2002年：西北航空85號班機事故

## 內部連結
- 達美航空

## 外部連結
- （英文）Significant events in Northwest's history（页面存档备份，存于）
- （英文）Northwest Airlines restructuring information
- （英文）Minnesota Historical Society: Northwest Airlines, Inc. （页面存档备份，存于）